# Aciagrion nodosum
Aciagrion nodosum е вид водно конче от семейство Coenagrionidae.

## Разпространение
Видът е разпространен в Замбия.